# François Touvet
Pour les articles homonymes, voir Touvet (homonymie).
François Touvet, né le 13 mai 1965 à Paris, est un évêque français, évêque de Châlons-en-Champagne de 2015 à 2023. Le 21 novembre 2023, il est nommé évêque coadjuteur du diocèse de Fréjus-Toulon, dont il devient évêque en titre le 7 janvier 2025.

## Biographie
Né en 1965 à Paris, François Touvet est issu d'une famille d'ancienne bourgeoisie originaire de Belfort, ayant donné plusieurs officiers de marine au XXe siècle. Il pratique le scoutisme au sein des Guides et scouts d'Europe, où il prononce sa promesse en 1977 puis prend son départ routier en 1987. Il est le frère de Laurent Touvet, haut fonctionnaire membre du Conseil d'État, préfet de la Moselle, et le beau-frère du général Pierre de Villiers.
Il passe son baccalauréat scientifique en 1983, et entre aussitôt après au séminaire de Paray-le-Monial. Il passe en 1986 à celui de Besançon, puis effectue son service militaire à l'École des fusiliers marins comme officier de réserve dans la Marine nationale,. Il continue ensuite ses études au séminaire de Lyon ainsi qu'à l'Institut catholique de Lyon où il passe sa maîtrise en théologie.

### Prêtre
Ordonné prêtre le 28 juin 1992 pour le diocèse de Dijon, il est vicaire paroissial à Is-sur-Tille jusqu'en 1996, puis curé in solidum de l’ensemble paroissial de Selongey. Il sera pendant des années conseiller religieux des Guides et Scouts d'Europe et aumônier des Scouts unitaires de France. 
À partir de 1999 et jusqu'en 2004, il est curé de Châtillon-sur-Seine et de Coteaux-de-Haute-Seine, et de 1996 à 2002 aumônier diocésain du Mouvement eucharistique des jeunes (MEJ).
Son expérience de marin l'amène à poursuivre l’œuvre « Joie et soleil » sur le bateau Gaudium et Sol en embarquant des jeunes pour des aventures sur les canaux de Bourgogne pendant 17 ans. Il est titulaire du BAFD (Brevet d'aptitude aux fonctions de directeur en accueils collectifs de mineurs).
Il cumule à cela la responsabilité de doyen du Val de Seine à partir de 2001, et à partir de 2002 la charge de curé de l’ensemble paroissial de Montigny-sur-Aube et la fonction de vicaire épiscopal pour la zone pastorale Nord.
Vicaire général de l'archidiocèse de Dijon de 2004 à 2010, François Touvet rejoint en 2010 le diocèse de Langres où il est curé de la cathédrale de Langres et doyen de Langres de 2010 à 2015. Il est également vicaire épiscopal de Langres pour la zone pastorale Sud de 2011 à 2014, puis vicaire général du diocèse de Langres en 2014-2015, et curé de Chaumont en 2015.
En 2011, il est aussi en service dans le diocèse aux armées françaises comme aumônier militaire du 61e régiment d'artillerie de Chaumont-Semoutiers, et de la compagnie de gendarmerie départementale de Langres.

### Évêque
Nommé évêque de Châlons-en-Champagne le 23 décembre 2015 par le pape François, il est ordonné à la cathédrale Saint-Étienne de Châlons-en-Champagne le 28 février 2016, par Thierry Jordan, archevêque métropolitain de Reims, assisté de Gilbert Louis, évêque émérite de Châlons, et de Joseph de Metz-Noblat, évêque de Langres, en présence de Luigi Ventura, nonce apostolique en France. Pendant la cérémonie, François Touvet est alors entouré de vingt-six évêques et cent-vingt prêtres.
Entre 2016 et 2021, François Touvet est membre de la Commission épiscopale pour la liturgie et la pastorale sacramentelle. En mars 2021, il est élu président du Conseil pour la communication de la Conférence des évêques de France. 
Le 24 juin 2022, le cardinal Jozef De Kesel, archevêque de Malines-Bruxelles, le nomme administrateur de la Communauté du Verbe de Vie jusqu'à sa dissolution le 30 juin 2023.
Le 8 décembre 2022, il publie Évêques de Châlons aux éditions Liralest, à Chaumont.
Le 21 novembre 2023, il est nommé évêque coadjuteur du diocèse de Fréjus-Toulon, « avec les pouvoirs spéciaux du gouvernement diocésain dans les domaines de l'administration, de la gestion du clergé, de la formation des séminaristes et des prêtres, de l'accompagnement des instituts de vie consacrée, des sociétés de vie apostolique, et des associations de fidèles ». Il devient évêque en titre le 7 janvier 2025 à la suite de la démission de Dominique Rey,.